# Duboisius brevicornis
Duboisius brevicornis är en skalbaggsart som beskrevs av Abdullah 1964. Duboisius brevicornis ingår i släktet Duboisius och familjen kvickbaggar. Inga underarter finns listade i Catalogue of Life.